# Saksang

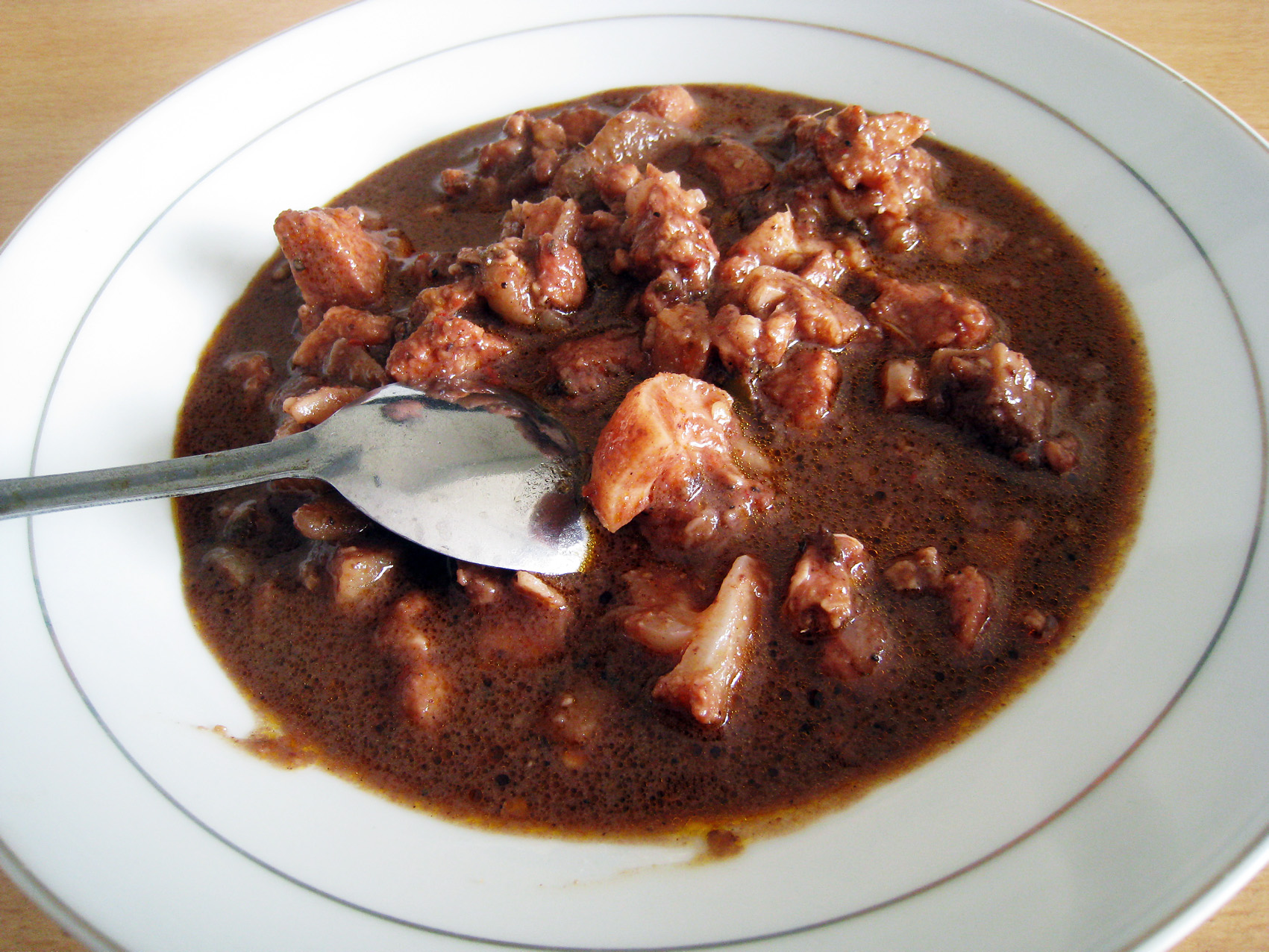
Saksang

Saksang é uma sopa de carne e vísceras de porco, cão, ou outro animal, típica dos Bataks da Indonésia e sempre presente em cerimónias tradicionais, como casamentos e funerais. Os temperos principais são o leite-de-coco, chalota, cebola, pimenta, citronela, gengibre, galangal, açafrão-indiano e andaliman. 
Numa receita, usa-se carne de porco juntamente com fígado, coração, língua e pâncreas, tudo partido em pequenos pedaços, além do sangue do animal. Prepara-se uma pasta com chalota, alho, malagueta, pimenta, coentro, gengibre e andaliman, moídos em água (“bumbu”). Numa panela aberta (ou wok), frita-se levemente esta pasta juntamente com temperos frescos, juntam-se as carnes misturadas com sumo de lima e deixa-se cozer tapado até a carne tomar o sabor dos temperos; acrescenta-se o sangue misturado com água, mexe-se e deixa-se cozer tapado até a carne ficar macia e o molho ter engrossado. Serve-se com arroz branco. 